# Libitia
Libitia is een geslacht van hooiwagens uit de familie Cosmetidae.
De wetenschappelijke naam Libitia is voor het eerst geldig gepubliceerd door Simon in 1879. 

## Soorten
Libitia omvat de volgende 2 soorten:
- Libitia cordata
- Libitia fusca